# Premio Papersera
Il Premio Papersera è un riconoscimento che viene assegnato annualmente all’autore o agli autori Disney che si siano particolarmente distinti nel corso della propria carriera fumettistica. Il Premio è stato fondato nel 2006 da Paolo Castagno su suggerimento di Alberto Savini e Maurizio Libertino ed è tradizionalmente conferito a uno sceneggiatore e a un disegnatore, che vengono premiati l’uno con un volume realizzato con i contributi di appassionati, frequentatori del forum Papersera e addetti ai lavori, e l’altro con una statuetta artigianale riproducente un personaggio Disney fra quelli più rappresentativi della sua opera. Nel corso degli anni vi sono state eccezioni a questa regola, come nel 2010 con l’inversione fra libro e statuetta o nel 2011 con il premio “fuori serie” a Giorgio Rebuffi.

## Origini ed evoluzione
Il primo a suggerire la creazione di un “Premio Papersera” fu lo sceneggiatore Disney Alberto Savini in un suo intervento sul forum Papersera, nel topic dedicato alla manifestazione fumettistica Lucca Comics del 2004. Il suggerimento fu colto dal moderatore Maurizio Libertino: l’idea iniziale prevedeva l’assegnazione di una statuetta, sempre la stessa, raffigurante un personaggio rappresentativo della comunità forumistica. Dopo alcuni anni di discussioni in merito si decise di partire con l’organizzazione vera e propria e il 27 maggio del 2006, nel corso della Mostra Mercato del fumetto di Reggio Emilia, fu premiato Luciano Bottaro con un volume intitolato Un gioviale omaggio e una statuetta raffigurante la strega Nocciola, personaggio a cui è legata una parte consistente della sua produzione.
La tradizione di premiare separatamente uno sceneggiatore e un disegnatore è iniziata a partire dall’anno seguente, quando il duplice premio (un volume intitolato Dalla tana del bestio all'angolo dei salici e una statua raffigurante il coniglio Pacuvio) fu conferito a Rodolfo Cimino e a Luciano Gatto. Oltre che ad autori Disney italiani, nel corso degli anni il Premio Papersera è stato assegnato anche ad artisti stranieri come Don Rosa e Daan Jippes, all’ex-direttore di Topolino Gaudenzio Capelli o addirittura all’intera redazione di Topolino in occasione della pubblicazione del numero 3000 di Topolino Libretto.

## Modalità di premiazione
Assegnato nel maggio di ogni anno nel corso della Mostra Mercato del fumetto di Reggio Emilia in collaborazione con l’ANAFI (Associazione Nazionale Amici del Fumetto e dell’Illustrazione) il Premio Papersera è nato con l’intento di onorare e portare allo scoperto quegli autori non adeguatamente celebrati dalla critica ufficiale e nella sua missione di promozione della cultura fumettistica si è avvalso dell’opera di moltissimi appassionati incontratisi sul forum omonimo o all’interno del progetto I.N.D.U.C.K.S., database mondiale delle pubblicazioni a fumetti Disney. Dal 2014 la sua organizzazione è gestita dall’Associazione Papersera, Organizzazione di Volontariato fondata da Amedeo Badini, Paolo Castagno, Alessandro Cella, Davide Del Gusto, Nicola Raimondi e Marco Travaglini. 
Quando le circostanze lo hanno richiesto il Premio è stato consegnato anche al di fuori della Mostra, ad esempio a Mestre (nel caso di Rodolfo Cimino), Rapallo (Don Rosa, Giulio Chierchini, Abramo e Giampaolo Barosso), o Milano (Massimo De Vita), sebbene la celebrazione ufficiale sia sempre avvenuta nel consueto contesto fieristico di Reggio Emilia.

## Albo dei premiati
Di seguito vengono indicati tutti gli autori premiati nelle varie edizioni.
| Edizione | Anno | Premiato con libro              | Premiato con statuetta          |
| -------- | ---- | ------------------------------- | ------------------------------- |
| I        | 2006 | Luciano Bottaro                 | Luciano Bottaro                 |
| II       | 2007 | Rodolfo Cimino                  | Luciano Gatto                   |
| III      | 2008 | Abramo e Giampaolo Barosso      | Sergio Asteriti                 |
| IV       | 2009 | Giorgio Pezzin                  | Giulio Chierchini               |
| V        | 2010 | Massimo De Vita                 | Carlo Chendi                    |
| VI       | 2011 | Don Rosa                        | Marco Rota                      |
| VII      | 2012 | Tito Faraci                     | Giorgio Cavazzano               |
| VIII     | 2013 | Redazione di Topolino libretto  |                                 |
| IX       | 2014 | Casty                           |                                 |
| X        | 2015 | Silvia Ziche                    | Fabio Celoni                    |
| XI       | 2016 | Massimo Marconi                 | Giampiero Ubezio                |
| XII      | 2017 | Gaudenzio Capelli               |                                 |
| XIII     | 2018 | Francesco Artibani              | Paolo Mottura                   |
| XIV      | 2019 | Bruno Enna                      | Daan Jippes                     |
| XV       | 2024 | Alessandro Sisti                | Corrado Mastantuono             |
| XVI      | 2025 | Teresa Radice & Stefano Turconi | Teresa Radice & Stefano Turconi |